# Estelle Harris
Estelle Harris (Nova Iorque, 4 de abril de 1928 – Palm Desert, 2 de abril de 2022) foi uma atriz estadunidense, mais conhecida pelo papel de Estelle Costanza no seriado Seinfeld. Ela também teve outros papéis de destaque, como sendo a voz da Sra. Cabeça de Batata na franquia Toy Story, Muriel em The Suite Life of Zack & Cody e Mama Gunda em Tarzan 2.

## Morte
Harris morreu em 2 de abril de 2022 em sua casa em Palm Desert, Califórnia, três semanas antes de seu aniversário de 94 anos.

## Filmografia

### Filmes
| Ano  | Título                      | Personagem              | Notas |
| ---- | --------------------------- | ----------------------- | ----- |
| 1984 | Once Upon a Time in America | Thelma                  |       |
| 1988 | Stand and Deliver           | Jackie Harris           |       |
| 1992 | This Is My Life             | Harriet                 |       |
| 1995 | Perfect Alibi               | Dorothy                 |       |
| 1995 | The West Side Waltz         | Estelle                 |       |
| 1997 | Out to Sea                  | Bridget                 |       |
| 1998 | Chairman of the Board       | Ms. Dawn Krubavitch     |       |
| 1998 | The Odd Couple II           | Peaches                 |       |
| 1998 | My Giant                    | Pearl                   |       |
| 1999 | Lost & Found                | Mrs. Donna Stubblefield |       |
| 1999 | Toy Story 2                 | Mrs. Potato Head        | Voz   |
| 2000 | What's Cooking?             | Bea                     |       |
| 2000 | Dancing in September        | Sally                   |       |
| 2000 | Playing Mona Lisa           | Aunt Velva              |       |
| 2001 | Good Advice                 | Iris                    |       |
| 2003 | Brother Bear                | Old Lady Bear           | Voz   |
| 2004 | Home on the Range           | Audrey                  | Voz   |
| 2004 | Teacher's Pet               | June Boogin             | Voz   |
| 2005 | Tarzan II                   | Mama Gunda              | Voz   |
| 2006 | Queer Duck: The Movie       | Catherina Duckstein     | Voz   |
| 2007 | The Grand                   | Ruth Melvin             |       |
| 2010 | Toy Story 3                 | Mrs. Potato Head        | Voz   |
| 2010 | Movin' In                   | Arlene Taylor           |       |
| 2011 | Hawaiian Vacation           | Mrs. Potato Head        | Voz   |
| 2011 | Small Fry                   | Mrs. Potato Head        | Voz   |
| 2012 | Partysaurus Rex             | Mrs. Potato Head        | Voz   |
| 2013 | CBGB                        | Bertha Kristal          |       |
| 2015 | Promoted                    | Sylvia Silver           |       |
| 2019 | Toy Story 4                 | Mrs. Potato Head        | Voz   |

### Televisão
| Ano       | Título                              | Personagem               | Notas                                                |
| --------- | ----------------------------------- | ------------------------ | ---------------------------------------------------- |
| 1985–1986 | Night Court                         | Easy Mary                | 3 episódios                                          |
| 1987      | Married... with Children            | Delilah                  | Episódio: "Al Loses His Cherry"                      |
| 1990      | Mathnet                             | Agnes                    | Episódio: "The Case of the Swami Scam"               |
| 1991      | Brooklyn Bridge                     | Esther Shapiro           | Episódio: "When Irish Eyes Are Smiling"              |
| 1992      | Law & Order                         | Mrs. Lynn Rachlin        | Episódio: "Intolerance"                              |
| 1992      | Mad About You                       | Mother Thelma            | Episódio: "Sofa's Choice"                            |
| 1992–1998 | Seinfeld                            | Estelle Costanza         | 27 episódios                                         |
| 1993      | Good Advice                         | Ronnie Cohen             | 5 episódios                                          |
| 1995      | Chicago Hope                        | Thelma Johnson           | Episódio: "Heartbreak"                               |
| 1995      | Aladdin                             |                          | Episódio: "While the City Snoozes"                   |
| 1995      | Timon & Pumbaa                      | Timon's Mother           | Voz, episódio: "Mombasa-In-Law"                      |
| 1995      | In the House                        | Mrs. Claus               | Episódio: "Christmas Story"                          |
| 1996      | Night Stand with Dick Dietrick      | Mary the Real Mother     | Episódio: "Dick Goes Home"                           |
| 1996      | The Mask: Animated Series           | Lt. Kellaway's Mother    | Voz, episódio: "The Mother of All Hoods"             |
| 1996      | The Tick                            | Ruth                     | Voz, episódio: "The Tick vs. Dot and Neil's Wedding" |
| 1996      | Star Trek: Voyager                  |                          | Episódio: "Sacred Ground"                            |
| 1997      | Moesha                              | Frances Howie            | Episódio: "Break a Leg"                              |
| 1997      | Living Single                       | Esther Brooks            | Episódio: "Back in the Day"                          |
| 1997      | Cybill                              | Mulher                   | Episódio: "From Boca, with Love"                     |
| 1998      | Addams Family Reunion               | Bisavó Delilah Addams    | Television film                                      |
| 1998      | Hercules                            | Phil's Mother            | Voz, episódio: "Hercules and the King for a Day"     |
| 1998      | The Wild Thornberrys                | Iguana/Turtle            | Voz, episódio: "Eliza-cology"                        |
| 1998      | Godzilla: The Series                | Old Lady/Receptionist    | Voz, episódio: "What Dreams May Come"                |
| 1998      | The Rosie O'Donnell Show            | Ela mesma                |                                                      |
| 1999      | The Brothers Flub                   |                          | 16 episódios                                         |
| 1999      | Sunset Beach                        | Margaret Raynor          | 3 episódios                                          |
| 1999      | The Parkers                         | Miss Agnes               | Episódio: "Scammed Straight"                         |
| 1999–2000 | Mickey Mouse Works                  | Mrs. Tammy Turtle        | Voz, 4 episódios                                     |
| 2000      | Providence                          | Darlene                  | Episódio: "Syd in Wonderland"                        |
| 2000      | 72nd Academy Awards                 | Mrs. Potato Head         | Voz, television special                              |
| 2000      | Queer Duck                          | Mrs. Catherina Duckstein | Voz, 5 episódios                                     |
| 2001      | Sabrina, the Teenage Witch          | Dora                     | Episódio: "Sabrina, the Muse"                        |
| 2001      | The Kids from Room 402              | Cookie                   | Voz, episódio: "Uncle Bonehead"                      |
| 2001      | Family Guy                          |                          | Voz, episódio: "Death Lives"                         |
| 2002      | House of Mouse                      | Mrs. Tammy Turtle        | Voz, 4 episódios                                     |
| 2002      | Weakest Link                        | Ela mesma                | 1 episódio                                           |
| 2002      | Whammy! The All-New Press Your Luck | Ela mesma                | 1 episódio                                           |
| 2003      | Half & Half                         | Sophie                   | Episódio: "The Big Phat Mouth Episódio: Part 2"      |
| 2003      | Regular Joe                         | Aunt Mickie              | Episódio: "Boobysitting"                             |
| 2003      | The Proud Family                    | Helga                    | Voz, episódio: "Thelma and Luis"                     |
| 2003      | Test the Nation                     | Ela mesma                | 1 episódio                                           |
| 2004      | Kim Possible                        | Mama Lipsky              | Voz, 3 episódios                                     |
| 2004      | As Told by Ginger                   | Myrna                    | Voz, episódio: "The Wedding Frame"                   |
| 2004      | Kramer vs. Kramer: Kenny to Cosmo   | Ela mesma                |                                                      |
| 2004–2005 | Dave the Barbarian                  | Lula                     | Voz, 21 episódios                                    |
| 2005      | Tripping the Rift                   | Estelle                  | Voz, episódio: "Roswell"                             |
| 2005      | Phil of the Future                  |                          | Episódio: "Maybe-Sitting"                            |
| 2005–2008 | The Suite Life of Zack & Cody       | Muriel                   | 14 episódios                                         |
| 2006      | Mind of Mencia                      | Ela mesma                | 1 episódio                                           |
| 2006      | ER                                  | Dawn Markovic            | Episódio: "Bloodline"                                |
| 2007      | iCarly                              | Lydia Halberstadt        | Episódio: "iScream on Halloween"                     |
| 2007      | The Emperor's New School            | Irma Mudka               | Voz, episódio: "Mudka's Secret Recipe"               |
| 2007      | Case Closed                         | Madame                   |                                                      |
| 2008      | Can You Teach My Alligator Manners? | Nana                     | Episódio: "Nana's Visit"                             |
| 2009      | American Dad!                       |                          | Voz, episódio: "In Country... Club"                  |
| 2009      | Curb Your Enthusiasm                | Ela mesma                | Episódio: "The Table Read"                           |
| 2009–2010 | Made in Hollywood                   | Ela mesma                | 2 episódios                                          |
| 2009–2014 | Fanboy & Chum Chum                  |                          | Voz, 11 episódios                                    |
| 2010      | Sonny with a Chance                 | Grace Gallagher          | Episódio: "Random Acts of Disrespect"                |
| 2010      | The Bonnie Hunt Show                | Ela mesma                | 1 episódio                                           |
| 2010      | KTLA Morning News                   | Ela mesma                | 1 episódio                                           |
| 2010      | Totally Tracked Down                | Ela mesma                | 1 episódio                                           |
| 2011      | The Looney Tunes Show               |                          | Voz, episódio: "Point, Laser Point"                  |
| 2012      | Futurama                            | Velma Farnsworth         | Voz, episódio: "Near-Death Wish"                     |
| 2013      | The Exes                            | Mãe                      | Episódio: "Zero Dark Forties"                        |
| 2014–2015 | Jake and the Never Land Pirates     | Peg-Leg Peg              | Voz, 3 episódios                                     |

### Video games
| Ano  | Título                                    | Personagem       | Notas                |
| ---- | ----------------------------------------- | ---------------- | -------------------- |
| 1999 | Toy Story 2: Buzz Lightyear to the Rescue | Mrs. Potato Head | Filmagem de cutscene |